# Benedetto Croce
Benedetto Croce (Pescasseroli, 25 de fevereiro de 1866 - Nápoles, 20 de novembro de 1952) foi um filósofo, historiador e político italiano que escreveu sobre diversos assuntos, incluindo filosofia, história, historiografia e estética.
Em muitos aspectos, Croce era liberal, embora se opusesse ao livre comércio do laissez-faire. Exerceu considerável influência sobre outros intelectuais italianos, incluindo o marxista Antonio Gramsci e o fascista Giovanni Gentile, com quem rompeu a parceria intelectual, justamente por conta do fascismo. A doutrina crociana marcada pela historiografia teve grande influência política na cultura italiana; Croce, em particular, com sua "religião da liberdade", é lembrado como o guia moral do antifascismo".
Croce foi presidente da PEN International, a associação mundial de escritores, entre 1949 a 1952. Foi indicado ao Nobel de Literatura dezesseis vezes.

## Biografia
Croce nasceu em Pescasseroli, na região de Abruzos, no seio de uma família rica, influente e conservadora. A sua educação foi marcada por uma atmosfera fortemente religiosa, da qual o jovem Croce cedo se distanciaria. Em 1883, perdeu os pais, Pasquale e Luisa Sipari, assim como a irmã, Maria, todos mortos num terremoto que acometeu a vila de Casamicciola Terme, na ilha de Ísquia, onde a família passava férias. Nesta ocasião, o próprio Croce permaneceu soterrado por longo tempo, tendo corrido sério risco de morte. Após a fatalidade, ele herdou a fortuna da família, o que lhe permitiu viver em relativo conforto, e dedicar tempo à reflexão filosófica.
| “ | Como filósofo e crítico, não receio nenhum pensamento, por radical e destrutivo que pareça; e, como homem, aceito as mais duras provas. E, no entanto, quando me surpreendo a sonhar, sabeis qual aspiração encontro no fundo de minha alma? Um convento setecentesco napolitano, com suas celas brancas e seu claustro, que tem no meio um pátio de laranjeiras e limoeiros, e, fora, o tumulto da vida faustosa e soberba que em vão vem bater nas suas muralhas. | ” |

Na política, foi nomeado senador em 1910. Entre 1920-21 foi ministro da educação. Croce opôs-se ao governo fascista de Benito Mussolini, embora inicialmente o tivesse apoiado. Croce teve um acidente vascular cerebral em 1949, que limitou sua capacidade de andar. Sem sair de casa, continuou seus estudos até morrer enquanto lia em sua poltrona de sua biblioteca particular, em 20 de novembro de 1952, em Nápoles.

## Obras
As obras de Benedetto Croce vão desde filosofia, historiografia, anedotas, crítica literária e erudição histórica. Aqui estão indicados os mais importantes. Para uma lista completa ver Os princípios da estética crociana, além de serem formulados em obras orgânicas, também encontraram críticas de aplicação no prefácio e editoração de obras de outras pessoas. Tal é, por exemplo, o prefácio da obra de Tommaso Parodi, Poesia e literatura: conquista de almas e estudos críticos, publicado postumamente em 1916 por Laterza, editado por Croce. O filósofo napolitano também colaborou com numerosos artigos sobre vários temas publicados em muitos jornais e revistas estrangeiras e italianas (Ver Maria Panetta, Settant'anni di militanza: Benedetto Croce, tra riviste e quotidiani) Por exemplo, sua colaboração com o jornal Il Resto del Carlino durou mais de 40 anos, de 1910 a 1951.

### Ensaios filosóficos
- Estetica come scienza dell'espressione e linguistica generale. Teoria e storia, Milão-Palermo, Sandron, 1902; 1904; Bari, Laterza, 1908; 1912; 1922; 1928; 1941; 1945; 1950
- Logica come scienza del concetto puro, Bari, Laterza, 1909; 1917; 1920; 1928; 1942; 1947.
- Filosofia della pratica. Economica ed Etica, Bari, Laterza, 1909; 1915; 1923; 1932; 1945; 1950; 1957.
- Teoria e storia della storiografia, Bari, Laterza, 1917; 1920; 1927; 1941; 1943; 1948; 1954.

- La storia ridotta sotto il concetto generale dell'arte. Memoria letta all'Accademia pontaniana nella tornata del 5 marzo 1893 dal socio Benedetto Croce, Napoli, Tip. della R. Università, 1893.
- Problemi di estetica e contributi alla storia dell'estetica italiana, Bari, Laterza, 1910; 1923; 1940.
- La filosofia di Giambattista Vico, Bari, Laterza, 1911; 1922; 1933; 1947.
- Saggio sullo Hegel, seguito da altri scritti di storia della filosofia, Bari, Laterza, 1913; 1927; 1948.
- Materialismo storico ed economia marxistica. Saggi critici, Milão-Palermo, Sandron, 1900; 1907; Bari, Laterza, 1918; 1921; 1927; 1941; 1944; 1946; 1951.
- Nuovi saggi di estetica, Bari, Laterza, 1920; 1926; 1948.
- Etica e politica. Aggiuntovi il "Contributo alla critica di me stesso", Bari, Laterza, 1931; 1945.
- Ultimi saggi, Bari, Laterza, 1935; 1948.
- La poesia. Introduzione alla critica e storia della poesia e della letteratura, Bari, Laterza, 1936; 1937; 1943; 1946.
- La storia come pensiero e come azione, Bari, Laterza, 1938; 1939; 1943; 1945; 1952.
- Il carattere della filosofia moderna, Bari, Laterza, 1941; 1945.
- Perché non possiamo non dirci "cristiani", Bari, Laterza, 1943.
- Discorsi di varia filosofia, 2 voll., Bari, Laterza, 1945.
- Filosofia e storiografia, Bari, Laterza, 1949.
- Indagini su Hegel e schiarimenti filosofici, Bari, Laterza, 1952.

### Outros escritos
- Il caso Gentile e la disonestà nella vita universitaria italiana, Bari, Laterza, 1909.
- Primi saggi, Bari, Laterza, 1918.
- Cultura e vita morale. Intermezzi polemici, Bari, Laterza, 1914; 1926.
- Pagine sparse

I, Pagine di letteratura e di cultura, Nápoles, Ricciardi, 1919; 1940.
II, Pagine sulla guerra, Nápoles, Ricciardi, 1919.
III, Memorie, schizzi biografici e appunti storici, Nápoles, Ricciardi, 1920.
- Nuove pagine sparse

I, Vita, pensiero, letteratura, Nápoles, Ricciardi, 1948.
II, Metodologia storiografica, osservazioni su libri nuovi, varietà, Nápoles, Ricciardi, 1949.
- L'Italia dal 1914 al 1918. Pagine sulla guerra, Bari, Laterza, 1949.
- Carteggio Croce-Vossler, 1899-1949, Bari, Laterza, 1951.
- Terze pagine sparse, 2 voll., Bari, Laterza, 1955.
- Scritti e discorsi politici, 1943-1947, 2 voll., Bari, Laterza, 1963.
- Carteggio. 1902-1953, com Luigi Einaudi, Turim, Fondazione Luigi Einaudi, 1988.
- Carteggio 1902-1914, com Giovanni Papini, Roma, Edizioni di storia e letteratura, 2012.

### Escritos de história literária e política
- I teatri di Napoli. Secolo XV-XVIII, 2 voll., Nápoles, Pierro, 1891; I teatri di Napoli. Dal Rinascimento alla fine del secolo decimottavo, Bari, Laterza, 1916; 1926; 1947.
- Studi storici sulla rivoluzione napoletana del 1799, Roma, Loescher, 1897.
- Saggi sulla letteratura italiana del Seicento, Bari, Laterza, 1911; 1924; 1948.
- La letteratura della nuova Italia, 6 voll., Bari, Laterza, 1914-1940.
- Poesia e non poesia. Note sulla letteratura europea del secolo decimonono, Bari, Laterza, 1916; 1935; 1942; 1946; 1950.
- La Spagna nella vita italiana durante la Rinascenza, Bari, Laterza, 1917; 1922; 1941; 1949.
- Conversazioni critiche, 2 voll., Bari, Laterza, 1918; 1924; 1942; 1950.
- Storie e leggende napoletane, Bari, Laterza, 1919; 1923; 1941; 1948
- Goethe, Bari, Laterza, 1919; 1921; 1939; 1946.
- Una famiglia di patrioti ed altri saggi storici e critici, Bari, Laterza, 1919; 1927; 1949;
- Ariosto, Shakespeare e Corneille, Bari, Laterza, 1920; 1929; 1944; 1950.
- Storia della storiografia italiana nel secolo decimonono, 2 voll., Bari, Laterza, 1921; 1930; 1947.
- La poesia di Dante, Bari, Laterza, 1921; 1922; 1940; 1943; 1948; 1952.
- Manifesto degli intellettuali antifascisti, in "Il Mondo", 1º maggio 1925.
- Storia del Regno di Napoli, Bari, Laterza, 1925; 1931; 1944.
- Uomini e cose della vecchia Italia. Serie prima, Bari, Laterza, 1927; 1943.
- Uomini e cose della vecchia Italia. Serie seconda, Bari, Laterza, 1927; 1943.
- Storia d'Italia dal 1871 al 1915, Bari, Laterza, 1928; 1929; 1934; 1939; 1942; 1943; 1947.
- Storia dell'età barocca in Italia. Pensiero, poesia e letteratura, vita morale, Bari, Laterza, 1928.
- Isabella di Morra e Diego Sandoval de Castro, Bari, Laterza, 1929.
- Nuovi saggi sulla letteratura italiana del Seicento, Bari, Laterza, 1931; 1949.
- Storia d'Europa nel secolo decimonono, Bari, Laterza, 1931; 1932; 1938; 1942; 1943; 1948.
- Conversazioni critiche. Serie terza, Bari, Laterza, 1932; 1951.
- Conversazioni critiche. Serie quarta, Bari, Laterza, 1932; 1951.
- Poesia popolare e poesia d'arte. Studi sulla poesia italiana dal Tre al Cinquecento, Bari, Laterza, 1933; 1946.
- Varietà di storia letteraria e civile. Serie prima, Bari, Laterza, 1935; 1949.
- Vite di avventure, di fede e di passione. Filippo di Fiandra, il conte di Campobasso, il marchese di Vico, Isabella di Morra, Diego duque de Estrada, Carlo Lauberg, Bari, Laterza, 1936; 1947.
- Conversazioni critiche. Serie quinta, Bari, Laterza, 1939; 1951.
- Poesia antica e moderna. Interpretazioni, Bari, Laterza, 1941; 1943; 1950.
- Aneddoti di varia letteratura, 4 voll., Nápoles, Ricciardi, 1942; Bari, Laterza, 1953-1954.
- Poeti e scrittori del pieno e del tardo Rinascimento, Bari, Laterza, 1945.
- La letteratura italiana del Settecento. Note critiche, Bari, Laterza, 1949.
- Varietà di storia letteraria e civile. Serie seconda, Bari, Laterza, 1949.
- Letture di poeti e riflessioni sulla teoria e la critica della poesia, Bari, Laterza, 1950.